# Frontier Developments
Frontier Developments ist ein britisches Spieleentwicklungsunternehmen, das 1994 gegründet wurde. Das Unternehmen hat seinen Sitz in Cambridge, England und eine Niederlassung in Halifax, Kanada. Es beschäftigt weltweit 680 Mitarbeiter.

## Unternehmensgeschichte
Frontier Developments wurde im Januar 1994 von David Braben gegründet, nachdem das von ihm entwickelte Spiel Frontier: Elite II 1993 mit großem Erfolg veröffentlicht wurde. Seither führt er das Unternehmen, derzeit in der Position des Chairman.
1995 wurde das erste Spiel des Unternehmens in Form einer weiteren Fortsetzung der Elite-Reihe unter dem Namen Frontier: First Encounters veröffentlicht. Allerdings veröffentlichte die Spielefirma GameTek eine unfertige Version, welche viele Bugs beinhaltete, wodurch First Encounter nur schlechte Kritiken bekam. Frontier Developments verklagte daraufhin Gametek auf Schadensersatz, das Verfahren wurde 1999 beendet. Frontier Developments arbeitete an einer weiteren Fortsetzung unter dem Titel Elite 4, aber da dieser Titel schon seit 1998 in Arbeit war, wurde er schon mehrmals als Vaporware bezeichnet und wird seit einiger Zeit nicht mehr in der Liste der entwickelten und in Entwicklung befindlichen Spiele von Frontier Developments aufgeführt. Stattdessen ist 2014 unter dem Namen Elite: Dangerous ein Mehrspieler- und netzwerkfähiger Elite-Nachfolger mit zeitgemäßer Grafik erschienen, der an das Spielprinzip des ursprünglichen Elite anknüpft. Das Projekt wurde über die Crowdfunding-Plattform Kickstarter finanziert.
Neben der Elite-Serie entwickelte Frontier Developments unter anderem Dog’s Life und Teile der RollerCoaster-Tycoon-Serie. Außerdem hat sie die alleinige Lizenz für die Computerspiele von Wallace & Gromit.
Zur Xbox-Pressekonferenz auf der GamesCom 2017 kündigte Frontier den Titel Jurassic World Evolution für einen Release im Jahr 2018 an.
Im Januar 2019 wurde bekanntgegeben, dass Frontier an einem neuen Titel arbeitet, zu dem im kommenden Jahr weitere Informationen folgen sollen.
Wie im März 2020 bekannt wurde, hat Frontier Development die offizielle Lizenz für Formel-1-Management-Spiel für die Jahre 2022 bis 2025 von Liberty Media erworben. Daraufhin wurde eine neue Spielereihe aufgelegt, deren erster Teil F1 Manager 2022 Ende August 2022 erschien.

## Entwickelte Spiele
| Jahr | Titel                                          | Publisher                   | Plattform                                                                     |
| ---- | ---------------------------------------------- | --------------------------- | ----------------------------------------------------------------------------- |
| 1994 | Frontier: Elite II                             | GameTek, Konami             | Amiga CD³²                                                                    |
| 1995 | Frontier: First Encounters                     | GameTek, Konami             | DOS, Windows, macOS, Linux                                                    |
| 1995 | Darxide                                        | Sega                        | Sega 32X                                                                      |
| 1998 | V2000                                          | Grolier Interactive         | Windows, PlayStation                                                          |
| 2000 | Infestation                                    | Ubisoft                     | Windows                                                                       |
| 2003 | Darxide EMP                                    | Frontier Developments       | Pocket PC                                                                     |
| 2003 | Wallace & Gromit in Projekt Zoo                | BAM! Entertainment          | Windows, Xbox, PlayStation 2, GameCube                                        |
| 2003 | Dog's Life                                     | Sony Computer Entertainment | PlayStation 2                                                                 |
| 2004 | RollerCoaster Tycoon 3                         | Atari SA                    | Windows, macOS                                                                |
| 2005 | RollerCoaster Tycoon 3: Soaked!                | Atari SA                    | Windows, macOS                                                                |
| 2005 | RollerCoaster Tycoon 3: Wild!                  | Atari SA                    | Windows, macOS                                                                |
| 2005 | Wallace & Gromit: The Curse of the Were-Rabbit | Konami                      | PlayStation 2, Xbox, GameCube                                                 |
| 2006 | Thrillville                                    | LucasArts                   | PlayStation 2, Xbox, PlayStation Portable                                     |
| 2007 | Thrillville: Off the Rails                     | LucasArts                   | Windows, PlayStation 2, Xbox 360, Wii, PSP, DS                                |
| 2008 | LostWinds                                      | Frontier Developments       | iOS, WiiWare                                                                  |
| 2009 | LostWinds 2: Winter of the Melodias            | Frontier Developments       | iOS, WiiWare                                                                  |
| 2010 | Kinectimals                                    | Microsoft Game Studios      | Xbox 360, iOS, Android, Windows Phone                                         |
| 2011 | Kinectimals: Now with Bears                    | Microsoft Studios           | Xbox 360, iOS, Android, Windows Phone                                         |
| 2011 | Kinect Disneyland Adventures                   | Microsoft Studios           | Xbox 360                                                                      |
| 2012 | Coaster Crazy                                  | Frontier Developments       | iOS                                                                           |
| 2013 | Zoo Tycoon                                     | Microsoft Studios           | Xbox One, Xbox 360                                                            |
| 2013 | Coaster Crazy Deluxe                           | Frontier Developments       | Wii U                                                                         |
| 2014 | Tales From Deep Space                          | Amazon Game Studios         | Fire Tablets                                                                  |
| 2014 | Elite: Dangerous                               | Frontier Developments       | Windows, macOS, PlayStation 4, Xbox One                                       |
| 2015 | Screamride                                     | Microsoft Studios           | Xbox One, Xbox 360                                                            |
| 2015 | Tales From Deep Space                          | Amazon Game Studios         | iOS                                                                           |
| 2016 | Planet Coaster                                 | Frontier Developments       | Windows, macOS                                                                |
| 2018 | Jurassic World Evolution                       | Frontier Developments       | Windows, PlayStation 4, Xbox One                                              |
| 2019 | Planet Zoo                                     | Frontier Developments       | Windows                                                                       |
| 2020 | Planet Coaster: Console Edition                | Frontier Developments       | PlayStation 4, PlayStation 5, Xbox One, Xbox Series                           |
| 2021 | Jurassic World Evolution 2                     | Frontier Developments       | Windows, PlayStation 4, PlayStation 5, Xbox One, Xbox Series                  |
| 2022 | F1 Manager 2022                                | Frontier Developments       | Windows, PlayStation 4, PlayStation 5, Xbox One, Xbox Series                  |
| 2023 | F1 Manager 2023                                | Frontier Developments       | Windows, PlayStation 4, PlayStation 5, Xbox One, Xbox Series                  |
| 2024 | F1 Manager 2024                                | Frontier Developments       | Windows, PlayStation 4, PlayStation 5, Xbox One, Xbox Series, Nintendo Switch |
| 2024 | Planet Zoo Console Edition                     | Frontier Developments       | Windows, PlayStation 5, Xbox Series                                           |
| 2024 | Planet Coaster 2                               | Frontier Developments       | Windows, PlayStation 5, Xbox Series                                           |